# 山本信次郎
山本 信次郎（やまもと しんじろう、1877年〈明治10年〉12月22日 - 1942年〈昭和17年〉2月28日）は、日本の海軍軍人。最終階級は海軍少将、カトリック教会信者。正三位勲二等功五級。族籍は神奈川県平民。

## 生涯

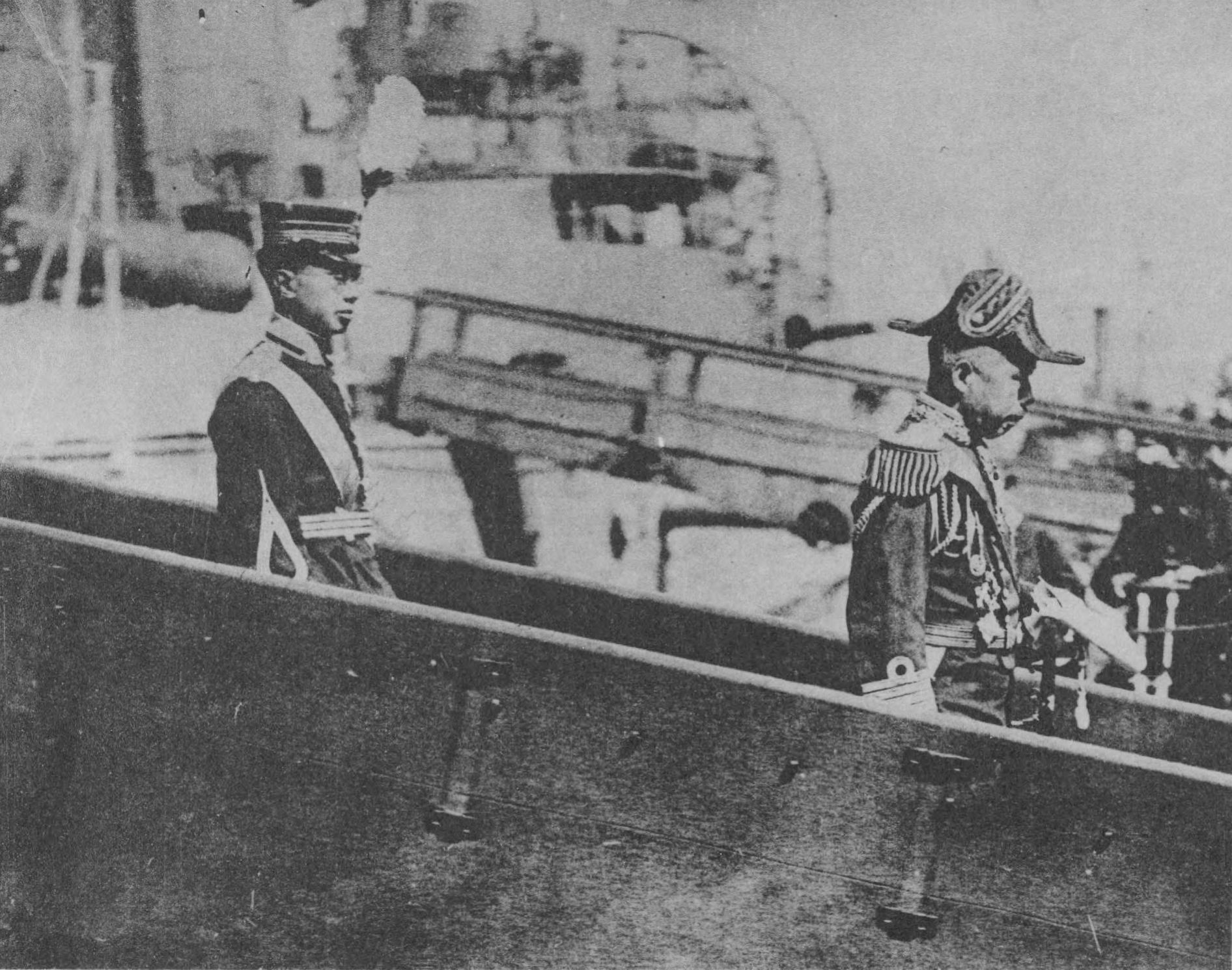
1921年5月9日、ポーツマス港に到着した皇太子裕仁親王（左）と。

相模国鎌倉郡川口村（現・片瀬）の旧家の山本庄太郎・ミツ夫婦の次男として生まれ、父親が持ち家をマリア会の別荘として貸していた関係から、小学校卒業後、マリア会の暁星中学校に入学した。暁星中学校は禁教令廃止後に開設されたカトリック教会系の学校であるが、当時はキリスト教に対する敵視が根強く、彼も当初は侮蔑を抱いていた。だが学校を運営しているマリア会の修道士と過ごしているうちにキリスト教を次第に理解するようになる。
信次郎は父にカトリックを学ぶ許可を得ようとしたが大反対を受けた。父は寺の檀家総代を務めていた。彼は諦めず父を説得し、三度目でようやく許可を得て校長であるアルフォンス・ヘンリック神父のもとで要理を学び、1893年（明治26年）12月24日、クリスマス前夜に洗礼を受けた。洗礼名は「ステファノ」。卒業目前、彼は進路に悩み、その相談をヘンリック神父に持ちかけ、神父から軍人を志すように薦められた。
1898年（明治31年）、海軍兵学校を卒業（26期、席次は59名中17番）。1900年（明治33年）、海軍少尉に任じ、累進して海軍少将となる。1903年（明治36年）、兄・百太郎方より分かれて一家を創立した。海軍士官として日露戦争に参戦し、日本海海戦には旗艦「三笠」分隊長として参戦。秋山真之とニコライ・ネボガトフ少将の降伏交渉ではフランス語で通訳した。
1909年（明治42年）、海軍大学校を卒業し、東郷平八郎附属副官、イタリア大使館付武官などを歴任し、1919年（大正8年）から1937年（昭和12年）まで東宮御学問所御用掛として当時、皇太子であった昭和天皇に仕え、1921年（大正10年）、ヨーロッパ5カ国訪問に付き添い、ローマ教皇ベネディクトゥス15世との会見実現に尽力した。また、政府との仲介を務め、神社参拝問題の解決に努め、教皇庁特派使節としてピウス11世に謁見し、南洋諸島の宣教者問題の解決に尽くした。
父親没後の1923年（大正12年）ころ、宣教活動費捻出のため、父親が遺した片瀬の造成地を分譲することに決め、1925年（大正14年）に妻とともに東京から片瀬に転居した。洋風建築の新居では、10年間、マリア会やイエズス会の司祭が不定期にミサを行なった。分譲地開発にあたっては、欧州で体験したキリスト教に基く町づくりを理想とし、駅前の商店、学校、教会を中心としたコミュニティ形成を計画した。1929年（昭和4年）に妻が没したのを機に東京に戻り、片瀬の山本家の土地は1937年にシャルトル聖パウロ修道会に寄付した。
1938年（昭和13年）7月、教皇ピウス11世の代理としてブラジルに派遣され、 サンパウロ市にて、初海外派遣の日本人宣教師中村長八神父に「大聖グレゴリオ勲章」を授与した。
カトリック信者として信仰生活を送り、教会の諸行事に参加し、各教会、各修道会に土地を寄進。牛込田町の自宅を開放し、青少年を育成する公教会青年会を設立、のちに全国的組織へと発展させ、「カトリック新聞」の前身である「カトリック・タイムズ」を創刊した。1942年（昭和17年）死去。

## 人物
趣味は読書。宗教はカトリック教。1906年（明治39年）、吉原重俊の次女、千代子（後にカトリック教会の洗礼を受ける）と結婚し、三男二女を儲ける。
住所は東京市麹町区下六番町、牛込区市谷田町。神奈川県在籍。

## 栄典
位階
- 1900年（明治33年）2月20日 - 正八位[21]
- 1901年（明治34年）12月17日 - 従七位[22]
- 1903年（明治36年）12月19日 - 正七位[23]
- 1908年（明治41年）12月11日 - 従六位[24]
- 1914年（大正3年）1月30日 - 正六位[25]
- 1918年（大正7年）1月30日 - 従五位[26]
- 1922年（大正11年）12月28日 - 正五位[27]
- 1924年（大正13年）3月24日 - 従四位[28]
- 1929年（昭和4年）4月1日 - 正四位[29]
- 1937年（昭和12年）11月5日 - 従三位[30]

勲章
| 受章年                     | 略綬 | 勲章名                   | 備考 |
| -------------------------- | ---- | ------------------------ | ---- |
| 1901年（明治34年）12月28日 |      | 勲六等単光旭日章         |      |
| 1906年（明治39年）4月1日   |      | 功五級金鵄勲章           |      |
| 1906年（明治39年）4月1日   |      | 勲四等旭日小綬章         |      |
| 1906年（明治39年）4月1日   |      | 明治三十七八年従軍記章   |      |
| 1940年（昭和15年）8月15日  |      | 紀元二千六百年祝典記念章 |      |

外国勲章佩用允許
| 受章年                     | 国籍                         | 略綬 | 勲章名                                   | 備考 |
| -------------------------- | ---------------------------- | ---- | ---------------------------------------- | ---- |
| 1902年（明治35年）6月30日  | フランス共和国               |      | 教育功労章オフィシェ                     |      |
| 1907年（明治40年）12月12日 | フランス共和国               |      | レジオンドヌール勲章シュヴァリエ         |      |
| 1907年（明治40年）12月12日 | オーストリア＝ハンガリー帝国 |      | 鉄冠第三等勲章                           |      |
| 1907年（明治40年）12月12日 | イタリア王国                 |      | 王冠第四等勲章                           |      |
| 1907年（明治40年）12月12日 | ポルトガル王国               |      | 聖ベントのアヴィス勲章オフィシエ         |      |
| 1907年（明治40年）12月12日 | ベルギー王国                 |      | レオポール第四等勲章                     |      |
| 1907年（明治40年）12月12日 | プロイセン王国               |      | 王冠第三等勲章                           |      |
| 1907年（明治40年）12月12日 | スペイン王国                 |      | 海軍有功白色第二級勲章                   |      |
| 1908年（明治41年）4月7日   | オランダ王国                 |      | オランジュ・ナッソー第四等勲章           |      |
| 1908年（明治41年）12月14日 | 大韓帝国                     |      | 勲四等太極章                             |      |
| 1918年（大正7年）6月18日   | イタリア王国                 |      | サンモーリスエラザル第三等勲章           |      |
| 1919年（大正8年）12月26日  | フランス共和国               |      | レジオンドヌール勲章オフィシエ           |      |
| 1919年（大正8年）12月26日  | ローマ教皇庁                 |      | 大聖グレゴアル第一等勲章                 |      |
| 1920年（大正9年）2月1日    | イギリス帝国                 |      | 大英帝国勲章第三等                       |      |
| 1920年（大正9年）8月31日   | ルーマニア王国               |      | エトアルドルーマニー第三等勲章           |      |
| 1921年（大正10年）6月22日  | オランダ王国                 |      | オランジュ・ナッソー剣附第三等勲章       |      |
| 1921年（大正10年）9月10日  | イギリス帝国                 |      | ヴィクトリア勲章コンマンダー             |      |
| 1921年（大正10年）9月10日  | フランス共和国               |      | レジオンドヌール勲章コンマンドール       |      |
| 1921年（大正10年）9月10日  | ベルギー王国                 |      | レオポール第二世勲章コンマンドール       |      |
| 1921年（大正10年）9月10日  | イタリア王国                 |      | 王冠勲章グランオフィシエ                 |      |
| 1922年（大正11年）5月25日  | イギリス帝国                 |      | 大英帝国勲章ナイト・コンマンダー         |      |
| 1926年（大正15年）2月27日  | ポーランド共和国             |      | 星章附コンマンドールポーランド復興勲章   |      |
| 1926年（大正15年）12月22日 | ベルギー王国                 |      | レオポール第二世勲章グランオフィシエ     |      |
| 1927年（昭和2年）10月5日   | ローマ教皇庁                 |      | 千九百二十五年聖年祭記念布教博覧会有功章 |      |
| 1929年（昭和4年）3月23日   | ローマ教皇庁                 |      | 聖墳墓騎士団勲章グランクロア             |      |

## 家族・親族
山本家
- 父・庄太郎[2]（1919年没） - 山本家は江戸時代から川口村の名主を務める旧家で、庄太郎は鎌倉郡長、県会議員なども務めた。
- 母・ミツ（1948年没）
- 兄・百太郎[2] - 片瀬村の収入役、郵便局長などを務め、江ノ島電鉄の大株主でもあった。
- 弟・三郎 - 桂太郎首相秘書官。妻は岩下壮一の妹。
- 妻・千代（1884年生[2]、1929年没） - 吉原重俊の二女。45歳で没。
- 男・一（1909年生）[2]
- 男・正（1910年生）[2]
- 男・玄（1911年生）[2]
- 女・武子（1907年生）[2]
- 女・貞子（1914年生）[2]
- 養子・ムメ（1891年生、兄・百太郎の長女）[2]

親戚
- 義父・吉原重俊（初代日本銀行総裁）

## 評伝
- 皿木喜久 『軍服の修道士山本信次郎　天皇と法王の架け橋』 産経新聞出版、2019年